# Dystos
Dystos (in greco Δύστος?) è un ex comune della Grecia nella periferia della Grecia Centrale (unità periferica dell'Eubea) con 5 579 abitanti secondo i dati del censimento 2001.
È stato soppresso a seguito della riforma amministrativa, detta Programma Callicrate, in vigore dal gennaio 2011 ed è ora compreso nel comune di Kymi-Aliveri.